# Барон Аберконвэй
Барон Аберконвей из Боднанта в графстве Денбишир — наследственный титул в системе Пэрства Соединенного Королевства. Он был создан 21 июня 1911 года для шотландского промышленника и либерального политика, сэра Чарльза Макларена, 1-го баронета (1850—1934). Ранее он заседал в Палате общин Великобритании от Стаффорда (1880—1886) и Босворта (1892—1910). 8 августа 1902 года для него уже был создан титул баронета из Боднанта в графстве Денбишир. Его старший сын, Генри Дункан Макларен, 2-й барон Аберконвей (1879—1953), был бизнесменом, а также заседал в Палате общин от Западного Стаффордшира (1906—1910) и Босворта (1910—1922). Его преемником стал его сын, Чарльз Мелвилл Макларен, 3-й барон Аберконвей (1913—2003). В августе 1939 года будущий третий барон входил в состав секретной делегации, отправленной лордом Галифаксом в Германию, чтобы предложить Адольфу Гитлеру уступки за гарантии того, что он не будет нападать на Польшу. В 1950 году лорд Абернконвэй был назначен высшим шерифом Дербишира. Третий барон Абернконвей скончался 4 февраля 2003 года, титул унаследовал его старший сын, Генри Чарльз Макларен, 4-й и нынешний барон Аберконвей (род. 1948).
Аберконвей происходит от англизированной формы валлийского названия места Аберконуи, первоначально название города Конуи в Уэльсе.
Старинная семейная резиденция баронов Аберконвей — Боднант-хаус в окрестностях Тал-и-Кафна в графстве Конуи (Северный Уэльс).

## Бароны Аберконвей (1911)

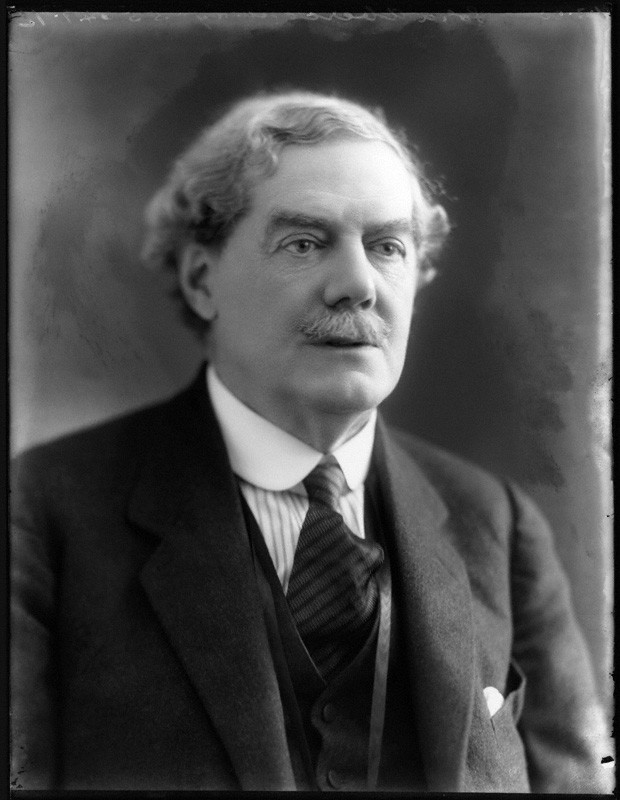
Чарльз Бенджамин Брайт Макларен, 1-й барон Аберконвей (1850—1934)

- 1911—1934: Чарльз Бенджамин Брайт Макларен, 1-й барон Аберконвей (12 мая 1850 — 23 января 1934), старший сын Дункана Макларена (1800—1886) от третьего брака[1];
- 1934—1953: Генри Дункан Макларен, 2-й барон Аберконвей (16 апреля 1879 — 23 мая 1953), старший сын предыдущего[2];
- 1953—2003: Чарльз Мелвилл Макларен, 3-й барон Аберконвей (16 апреля 1913 — 4 февраля 2003), старший сын предыдущего[3];
- 2003 — настоящее время: Генри Чарльз Макларен, 4-й барон Аберконвей (род. 26 мая 1948), единственный сын предыдущего от первого брака[4];
  - Наследник титул: достопочтенный Чарльз Стивен Макларен (род. 27 декабря 1984), единственный сын предыдущего[5].